# Xerochlamys bojeriana
Xerochlamys bojeriana là một loài thực vật có hoa trong họ Sarcolaenaceae. Loài này được (Baill.) Baker miêu tả khoa học đầu tiên năm 1889.